# 毛利煕元
毛利 煕元（もうり ひろもと）は、室町時代の武将。安芸国の国人・毛利氏当主。父は毛利光房。
幼名は少輔太郎。初めは父の1字を受けて煕房（ひろふさ）と名乗り、のち煕元に改名（「元」は祖先の大江広元や曽祖父・毛利元春の偏諱に由来するもので、煕元以降の当主も代々通字として使用することとなる）。なお、「煕」の字は当時毛利氏が従属していた安芸・備後守護・山名時熙の偏諱を受けたものである。

## 生涯
永享8年（1436年）、父の死去により家督を継承する。
永享9年（1437年）、第6代将軍・足利義教より上京の命を受け畿内へと出陣することとなった。
嘉吉2年（1442年）、嘉吉の乱に際しても、謀反を起こした赤松満祐を討つためにわざわざ播磨まで出陣している。
長禄元年（1457年）、周防を本拠とする大内教弘が安芸分郡守護武田信繁・信賢父子の居城・佐東銀山城に進攻した際にも、幕府の命令により吉川之経らと共に武田氏への支援に当たった。
このように幕府への忠勤を励んだ煕元であったが、寛正4年（1463年）に毛利氏庶家の反抗を受けることとなり、諸家の中には幕府に対して讒言する者もあって、結果として領地の一部を闕所として召し上げられた。
翌寛正5年（1464年）、嫡男の豊元に知行を取り戻すように遺言して死去。所領奪回は豊元へ引き継がれることとなる。